# Channel-wing
Channel-wing (dansk?: Kanalvinge, Custer-kanal) er et luftfartøjs vingeprincip udviklet af Willard Ray Custer i 1920'erne. Den vigtigste del af vingen består af et halvt rør med en motor placeret i midten af røret, drivende en propel placeret mod bagenden af channel-wing.

## Udvikling
I 1925 observerede Willard Custer hvordan stærk vind formåede at løfte taget af en lade. Det gik op for Custer at den høje vindhastighed havde skabt en stor dynamisk opdrift, selvom laden ikke bevægede sig. Custer startede undersøgelser af dette fænomen - og år 1928 havde han lavet de første modeller af en vinge med halvrør formede sektioner i stedet for den sædvanlige rette vingeprofil. Dette blev patenteret i 1929. Udviklingen af halvrør kanalvinger blev udviklet yderligere - og d. 12. november 1942, fløj flyet CCW-1 (Custer Channel Wing 1) for første gang. Custer byggede yderligere eksperimentelle luftfartøjer; den sidste var CCW-5, af hvilken nogle få blev produceret i 1964.

## Virkemåde
Custer's opsummering af hans opfindelse var at hovedårsagen til den store dynamiske opdrift, skabt af channel-wingen, er den høje lufthastighed af luftstrømmen henover vingen, ikke hastigheden af flyet selv i forhold til jorden; It's the speed of air, not the airspeed!.

## Anvendelser og begrænsninger
Channel-wing designet var i lang tid ikke vist at fungere i praksis, selvom Custer teoretisk og eksperimentelt viste at princippet kunne udøve lodret flyvning. Da fly med channel-wings blev bygget med konventionelle styreflader (fx højderor og sideror), der forudsatte en hvis minimumshastighed for at fungere, kunne ingen af luftfartøjerne designet af Custer lette lodret, men var i stedet karakteriseret som STOL (short takeoff and landing). Den nødvendige startbanelængde var dog forbavsende kort, 61 meter for CCW-1, 20 meter for CCW-2, med en lettehastighed så lav som 32 km/t. Fuld lodret letning er teoretisk muligt, men ville kræve yderligere modifikationer og supplerende styreformer.
Custer undersøgte både luftfartøjer med channel-wings alene såvel som luftfartøjer med yderligere konventionelle vinger placeret udenfor channel-wings. Channel-wing konstruktionen fungerer meget godt ved relativ lave flyhastigheder. Ved højere flyhastigheder, ved høje propel omdrejningstal (RPM), opstod der oscillationer i området omkring propellen, hvilket forårsagede øget støj såvel som destruktive vibrationer i strukturen.
Tomotors designet i to channel-wings var det mest gennemtestede. Tomotors designet havde højere risiko for at miste styring ved enkeltmotorfejl - og krævede høj opadrettet flynæse vinkling under STOL-letning sammenlignet med konventionelle tomotorsfly.
To af Custer's CCW luftfartøjer eksisterer i dag:
- CCW-1 er lokaliseret ved Smithsonian´s National Air & Space Museum i Suitland, Maryland.
- CCW-5 som var baseret på en Baumann Brigadier fly, er udstillet ved Mid-Atlantic Air Museum i Pennsylvania.

Senere forskning udført af NASA, konkluderede af fordelen i øget opdrift, ikke opvejede designets mangler i stigehastighed og højhastighedsmuligheder og problemer med at opnå certificeringskrav for generel flyvning.
Det største problem er at Custer-kanalen giver øget luftmodstand og masse i forhold til en konventionel vinge.

## Eksempler på fly med channel-wings
| Model       | Designer           | Selskab                            | Omtrentlig år |
| ----------- | ------------------ | ---------------------------------- | ------------- |
| CCW-1       | Willard Ray Custer | Custer Channel Wing Corporation    | 1942          |
| CCW-2       | Willard Ray Custer | Custer Channel Wing Corporation    | 1948          |
| CCW-5       | Willard Ray Custer | Custer Channel Wing Corporation    | 1953-64       |
| RFV-1       | Hanno Fischer      | Rhein-Flugzeugbau, Mönchengladbach | 1960          |
| Izdelie 181 | Oleg K. Antonov    | Antonov                            | 1990          |